# Преснякова, Валентина Васильевна
Валентина Васильевна Преснякова  (22 марта 1929 — 1 марта 2015) — российский, советский педагог. Народный учитель СССР (1980).

## Биография
Валентина Преснякова родилась 22 марта 1929 года в селе Жадовка (ныне посёлок в Барышском районе Ульяновской области) в семье служащих.
В 1947 году, по окончании школы, поступила в Ульяновский педагогический институт на факультет биологии и химии.
В 1951 году, после успешной сдачи экзаменов, с дипломом учителя средней школы вернулась в родной район и работала в Новобекшанской семилетней школе. В 1952 году перешла работать биологом в семилетнюю школу Жадовки, которая вскоре была реорганизована в среднюю.
Молодой специалист увлеклась разведением новых, необычных для этих суровых мест, растений. И рабочий посёлок, ориентированный на занятость на производстве, увлёкся разведением сельскохозяйственных растений. Жители посёлка на своих шести сотках стали выращивать и огурцы и помидоры, много новых видов цветов было посажено, только лишь на пришкольном участке выращивалось около 200-х видов. Посёлок стал утопать в кустах сирени, рябины, берёз, пихты, лиственниц. На окнах жителей появились и плодоносили цитрусовые, в садах стали расти груши и виноград.
Камень и песок на пришкольном участке являются ежегодным испытанием для садовода, поэтому чётко разработанная система ухода за пришкольным участком давала  ощутимые результаты. Слава о многообразии декоративных растений, красоте экзотических цветов, высоком урожае огородных культур стала известна не только в области.
Благодаря применению новейших технологий и нововведений в образовательном и воспитательном процессе, Валентина Васильевна достигла высоких показателей: 70% учащихся имели знания по предмету на «4» и «5». Опытническая работа по цветоводству была оценена по достоинству: школа была дважды участницей ВДНХ СССР: в 1969 и в 1973 годах.
В 1973 году прошла курсы повышения квалификации учителей средних школ РСФСР при Московском государственном университете им. М. В. Ломоносова, отработала практикум по специальности «биология». Вернувшись в родную школу стала руководителем районной секции учителей-совместителей, обменивалась опытом работы на методических объединениях учителей-предметников, давала открытые уроки, выступала с лекциями и докладами.
За время её деятельности в школе кабинет биологии был самым лучшим в области. Это был школьный зелёный оазис. Здесь насчитывалось до 80-ти растений с самых разных мест Советского Союза. Растения служили не только как украшение, но и как ценное живое учебно-наглядное пособие, с которыми проводились определённые опыты.
В 1980 году школа признана правофланговой во Всесоюзной эстафете «Зелёный наряд Отчизны». Опыт работы педагога был обобщён Ульяновским ИУУ и рекомендован для применения в педагогической деятельности,
В трудовой книжке учителя есть всего три записи: о принятии на работу, о переводе и уходе на заслуженный отдых. Эти три коротких  записи отражают жизнь Учителя, более тридцати лет напряжённого педагогического труда и высоких  достижений.
Скончалась 1 марта 2015 в Самаре.

## Звания и награды
- Заслуженный учитель школы РСФСР (1974)
- Народный учитель СССР (1980)
- Знак «Отличник народного просвещения СССР» (1963)